# 日本の暦
日本の暦（にっぽんのこよみ）では、日本における暦法の歴史と、それに伴う暦（暦書・暦表）に関する話題について述べる。

## 暦法の歴史

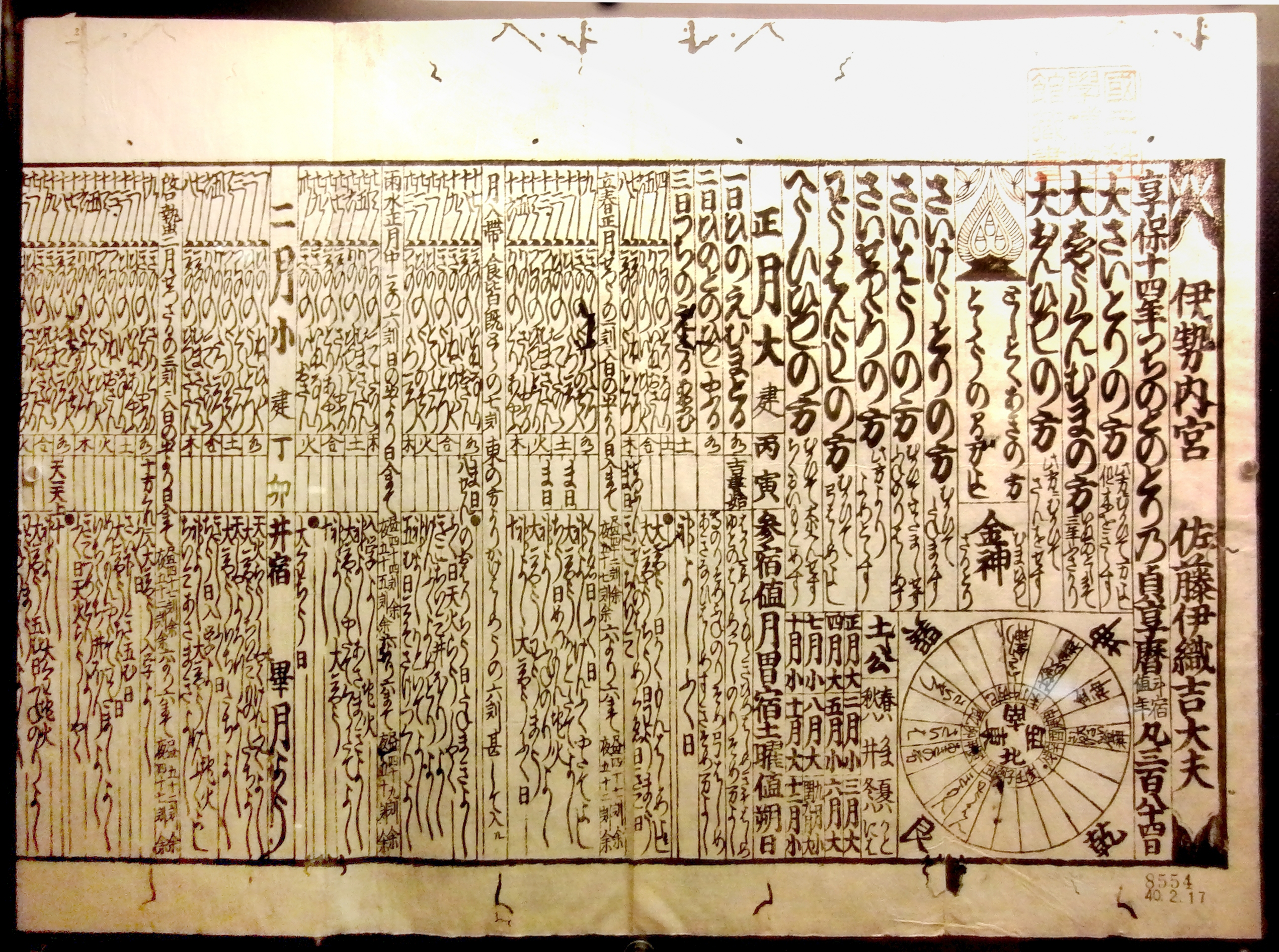
貞享暦。1729（享保14）年版。国立科学博物館の展示。

全て太陰太陽暦である。渋川春海が独自の思想にもとづき神武天皇即位紀元まで遡って「日本長暦」を編纂し、それまでの期間の暦を定めたため、それが例えば皇紀や紀元節などの典拠ともなっているが、一般には以下に挙げる暦よりも前にそのような暦があったとは考えられていない（江戸期において、すでに本居宣長が否定している）。
古代から江戸時代初期までは、各時代の中国暦を輸入したものが使われていた（宣明暦以降は輸入が途絶え、そのまま使っていた）。江戸期において、西洋暦も参考にした日本人による暦が作られ始めた。明治改暦により、グレゴリオ暦1873年（明治6年）1月1日からはグレゴリオ暦が使われ、2024年（令和6年）現在に至っている。
- 元嘉暦（げんかれき） - 6世紀頃朝鮮半島の百済から伝えられた宋の時代の中国暦である。
- 儀鳳暦（ぎほうれき） - 中国暦で690年から元嘉暦と併用された。697年からは単独で使用された。
- 大衍暦（たいえんれき、だいえんれき） - 中国暦で764年から861年まで使われた。
- 五紀暦（ごきれき） - 中国暦で781年に日本に紹介されたが単独で使われることはなかった。
- 宣明暦（せんみょうれき） - 中国暦で862年から1685年まで使用された。
- 貞享暦（じょうきょうれき） - 初めて日本人により編纂された暦で1685年から1755年まで使われた。
- 宝暦暦（ほうりゃくれき、ほうれきれき） - 1755年から1798年
- 寛政暦（かんせいれき） - 1798年から1844年
- 天保暦（てんぽうれき） - 1844年から1872年

## 日本の暦の歴史
前記の和暦に基づき以下の暦（暦書・暦表）が使われてきた。暦の作成配布は日本に限らず、古代より統治者（朝廷や幕府）によって取締られてきた事項であり、明治に至っては神宮暦に一本化された。暦の決定は国家が法で行うが、カレンダーは（それに従って）自由に作ってよい、と明確に分離され自由になったのは、戦後の1946年である。
- 具注暦（ぐちゅうれき）
  - 元嘉暦を基に作られた暦である。飛鳥時代の木簡に具注暦を記したものが見つかっている。奈良時代には朝廷の陰陽寮が作成し頒布していた。）鎌倉時代に具注暦を仮名表記にした仮名暦（かなごよみ）が現れた。
- 京暦（きょうごよみ）　
  - 始まりは鎌倉時代と推定されている。15世紀中頃には摺暦座（すりごよみざ）が専売権を持っていた。
  - 1657年には朝廷御用達で全国の暦師の監督権を持っていた大経師（だいきょうじ）が大経師暦を発行していた[1]。
- 三島暦（みしまごよみ）
  - 奈良時代（8世紀後半）から続くと言われている[注 3]。この三島暦を作ったのは奈良から三島宿へ移ってきた暦師河合家であった。江戸時代初期には幕府の公式の暦となり、関東・東海地方で広く使われていた。河合家は平成に入り50代続いた暦師を廃業した[2]。
- 大宮暦（おおみやごよみ）
  - 戦国時代に武蔵国大宮の氷川神社で作成された仮名暦。
- 丹生暦（にゅうこよみ）
  - 三重県丹生の賀茂家が版行していた暦で遅くとも16世紀中頃には発行されていたが、後に伊勢暦にとってかわられる[3]。
- 伊勢暦（いせごよみ）
  - 1632年より発行され江戸時代には全国各地に配布された。
  - この暦には吉凶凡例、日ごとの節季や農事に関する記述があり生活暦（せいかつれき）として重宝され、伊勢詣の土産にもなっていた。配布数も増加し享保年間（1716-1735）には毎年200万部が出版され、全国で配られた暦の約半数を占めていたともいわれている[4]。
- 江戸暦（えどごよみ）
  - 江戸の人口増大に伴って、17世紀中期から刊行され、1697年には11名からなる仲間組織が結成された。

1871年（明治4年）には改暦および官暦の発行に伴い、全国の暦師をまとめた頒暦商社が組織された。官暦ではそれまで記載されていた吉凶の記載が除かれ、明治末には旧暦の記載も無くなったため、それらを記載した非合法のお化け暦（おばけごよみ）が出回った。
1883年には本暦（官暦）の発行は神宮司庁の管轄となり神宮暦（じんぐうれき）と呼ばれた。
1903年に日めくりカレンダーの製造が始まる。
1946年には暦の専売制が廃され、発行が自由化された。

## 各月の別名
- 01月 - 睦月（むつき）
- 02月 - 如月 または 衣更着（きさらぎ）
- 03月 - 弥生（やよい）
- 04月 - 卯月（うづき）
- 05月 - 皐月 または 早月（さつき）
- 06月 - 水無月（みなづき）
- 07月 - 文月（ふみづき、ふづき）
- 08月 - 葉月（はづき）
- 09月 - 長月（ながつき）
- 10月 - 神無月（かんなづき）、出雲地方では神在月（かみありつき）
- 11月 - 霜月（しもつき）
- 12月 - 師走（しわす、しはす[注 4]）

本来は旧暦による月の別名であるため、そのまま新暦に適用すると季節感が合わなくなることがある。十二月の別名「師走」は、年末の慌ただしい様子を表す月名として、現在でもよく使われている。

## 国民の祝日
国民の祝日は1948年施行の国民の祝日に関する法律（祝日法)で規定している。
- 01月01日 - 元日（1948年から）
- 01月の第2月曜日 - 成人の日（2000年から。それ以前は1月15日（1948年から））
- 02月11日 - 建国記念の日（1966年から）
- 02月23日 - 天皇誕生日（令和改元後の2020年から[注 5]）
- 03月21日頃 - 春分の日（1948年から）
- 04月29日 - 昭和の日（2007年から。それ以前はみどりの日（平成改元後の1989年から）さらにそれ以前は天皇誕生日（1948年から））
- 05月03日 - 憲法記念日（1948年から）
- 05月04日 - みどりの日（2007年から）
- 05月05日 - こどもの日（1948年から）
- 07月の第3月曜日 - 海の日（2003年から。それ以前は7月20日（1995年から））
- 08月11日 - 山の日 (2016年から)
- 09月の第3月曜日 - 敬老の日（2003年から。それ以前は9月15日（1966年から））
- 09月23日頃 - 秋分の日（1948年から）
- 10月の第2月曜日 - スポーツの日（2020年から。それ以前は体育の日（2000年から）さらにそれ以前は10月10日（1966年から））
- 11月03日 - 文化の日（1948年から）
- 11月23日 - 勤労感謝の日（1948年から）

春分の日と秋分の日の日付は、前年2月1日の官報で発表される。

## 休日
- 祝日法では「国民の祝日」は、休日とすることが定められている。
- （1973年〜2006年）国民の祝日が日曜日にあたるときは、その翌日が休日となる。いわゆる振替休日である。
- （2007年〜）国民の祝日が日曜日に当たるときは、その後に迎える最初の「国民の祝日でない日」が休日となる（前項と同様にこれもいわゆる振替休日である。ゴールデンウィークなど祝日が2日以上連続する場合が出現したことによる法改正）。
  - 例：ゴールデンウィーク中の5月3日（憲法記念日）・5月4日（みどりの日）・5月5日（こどもの日）のうちのいずれかの日が日曜日である場合、5月6日が休日となる。
- （1988年〜）前日と翌日が国民の祝日の場合（つまり国民の祝日が2日違い）、当日が国民の祝日でない日は休日となる。いわゆる国民の休日である。この規定が適用されるのは当初は5月4日のみだったが、2003年の祝日法の改正施行により、年によっては敬老の日と秋分の日が2日違いとなる場合があり、それらの中間日にも適用されることとなった（5月4日は2007年の祝日法の改正施行により国民の祝日となったため適用外となった）。
- 日曜日を休日と定めた、効力が及ぶ範囲を限定しない法律は存在しない（裁判所の休日に関する法律や各地方公共団体が制定する職員の勤務時間、休日、休暇等に関する条例、銀行法[注 6] などのような、効力が及ぶ範囲を限定する法令には日曜日を休日と定めたものは存在する）。

## 二十四節気、雑節
詳しくは二十四節気を参照。
中元と盆を除いて、日付は年により前後する。
- 01月05日 - 小寒（しょうかん）、寒の入り（かんのいり）
- 01月17日 - 冬の土用（どよう）
- 01月20日 - 大寒（だいかん）
- 02月03日 - 節分（せつぶん）
- 02月04日 - 立春（りっしゅん）
- 02月19日 - 雨水（うすい）
- 03月06日 - 啓蟄（けいちつ）
- 03月16日 - 春の社日（しゃにち）
- 03月18日 - 春彼岸（はるひがん）
- 03月21日 - 春分（しゅんぶん）
- 04月05日 - 清明（せいめい）
- 04月17日 - 春の土用（どよう）
- 04月20日 - 穀雨（こくう）
- 05月02日 - 八十八夜（はちじゅうはちや）
- 05月06日 - 立夏（りっか）
- 05月21日 - 小満（しょうまん）
- 06月06日 - 芒種（ぼうしゅ）
- 06月11日 - 入梅（にゅうばい）
- 06月21日 - 夏至（げし）
- 07月02日 - 半夏生（はんげしょう）
- 07月07日 - 小暑（しょうしょ）
- 07月15日 - 中元（ちゅうげん）、盆（ぼん）
- 07月20日 - 夏の土用（どよう）
- 07月23日 - 大暑（たいしょ）
- 08月08日 - 立秋（りっしゅう）
- 08月23日 - 処暑（しょしょ）
- 09月01日 - 二百十日（にひゃくとおか）
- 09月08日 - 白露（はくろ）
- 09月11日 - 二百二十日（にひゃくはつか）
- 09月20日 - 秋彼岸（あきひがん）
- 09月22日 - 秋の社日（しゃにち）
- 09月23日 - 秋分（しゅうぶん）
- 10月08日 - 寒露（かんろ）
- 10月20日 - 秋の土用（どよう）
- 10月23日 - 霜降（そうこう）
- 11月07日 - 立冬（りっとう）
- 11月22日 - 小雪（しょうせつ）
- 12月07日 - 大雪（たいせつ）
- 12月22日 - 冬至（とうじ）

## 節句
暦の節目は節句となっている。
- 1月7日 - 人日（じんじつ）、七草
- 3月3日 - 上巳（じょうし / じょうみ）、桃の節句
- 5月5日 - 端午（たんご）、端午の節句
- 7月7日 - 七夕（しちせき / たなばた）
- 9月9日 - 重陽（ちょうよう）、菊の節句

## 六曜（六輝）
- 先勝（せんしょう）
- 友引（ともびき）
- 先負（せんぷ）
- 仏滅（ぶつめつ）
- 大安（たいあん）
- 赤口（しゃっこう）

## その他
- 12月3日は「カレンダーの日」
  - 1872年（明治5年）の12月3日を新暦（太陽暦）の明治6年1月1日とする新暦採用に因る[5]。